# Giornata della lingua francese nelle Nazioni Unite
La giornata della lingua francese nelle Nazioni Unite è una ricorrenza istituita dal Dipartimento dell'informazione pubblica delle Nazioni Unite nel 2010 «per celebrare il multilinguismo e la diversità culturale, nonché per promuovere la parità di utilizzo di tutte e sei le lingue ufficiali in tutta l'Organizzazione».
Si celebra il 20 marzo, data scelta per celebrare l'Organizzazione internazionale della francofonia, fondata il 20 marzo 1970 e i cui membri condividono i valori umanisti caratterizzati dalla lingua francese.
La ricorrenza si celebra nelle Nazioni Unite e in Francia per valorizzare la lingua francese e la cultura francofona nel mondo.